# ذنابة (جنس)
ذَنَّابة هو جنس حشرات في فصيلة الدلفاسيات. هناك أكثر من 70 نوعًا موصوفًا فيه.

## الأنواع

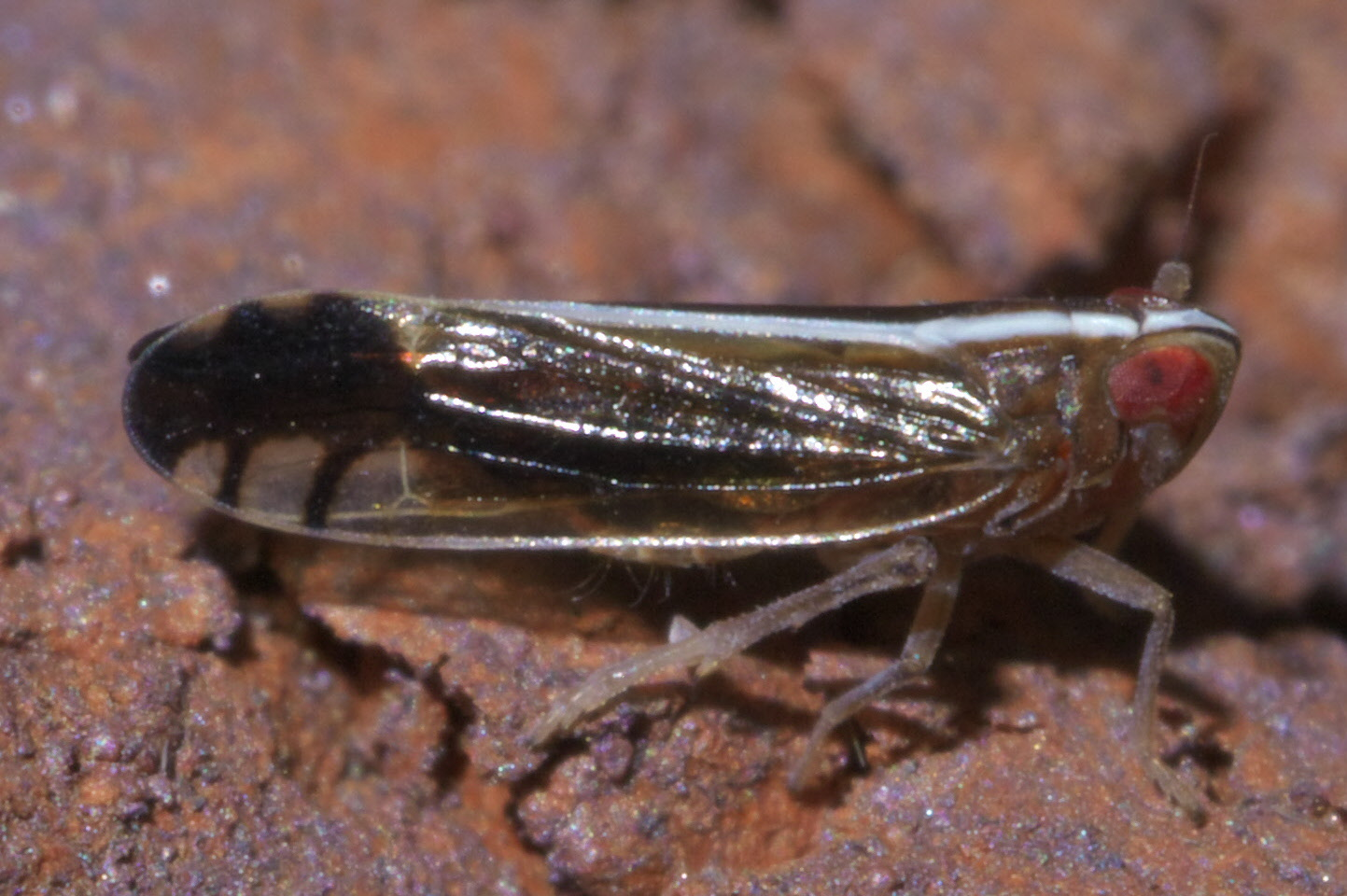

من أنواعها:
- ذنابة حقيرة